# Gandia Televisió
Gandia Televisió fue una televisión pública dependiente del ayuntamiento de Gandía (Valencia) que se mantuvo en funcionamiento durante veinte años. Su programación era en valenciano y mayoritariamente de producción propia, característica principal que la distinguía del resto de televisiones locales. También tuvo producciones en español procedentes de otras cadenas televisivas. Esta televisión estaba abierta a todos los colectivos de la ciudad y de la comarca de la Safor, respetando todo tipo de ideas y opiniones.
Gandia Televisió ofrecía la posibilidad a los centros educativos de la zona de realizar un itinerario a través de sus instalaciones. A través de este recorrido los visitantes podían ver la infraestructura del centro: la redacción, las salas de montaje, el plató, el plató virtual y los archivos. Los alumnos podían comprender el funcionamiento y la forma de trabajo de la cadena de una forma amena y comprensible.
Fue clausurada en 2011 por el nuevo alcalde del PP, Arturo Torró.

## Programas
Informativos: Disponía de tres apuestas informativas a lo largo del día: los titulares al “Magadia” a las 12:45, el avance informativo a las 14:00 y el informativo con toda la actualidad diaria a las 20:00.
Setmanal Safor sords: Informativo semanal para personas con deficiencias auditivas. Consta de una intérprete y recoge las noticias más destacadas de las localidades de La Safor.
Primera Plana: Reportajes de la actualidad de Gandía presentados por la periodista Sonia Vañó.
Veïnat: Debate entre los habitantes de la comarca presentado por el periodista José Luis Mas.
Parlem de Economia: Debate sobre la actualidad económica presentado por Salvador Gregori.
Qüestionari: Programa de actualidad sobre temas locales y comarcales presentado por Pepe Arnau
Fira i Festes: Programa de espectáculos de la feria y las fiestas de Gandía.
Esports: Programa deportivo en el que Gandia Televisió y APLEG (Associació Amics per l'Esport Gandià) retransmiten en directo la mayoría de los partidos del Club de Fútbol Gandia.

## La Web
- Existió un apartado para la visualización de la cadena desde Internet mediante streaming, que se ofrecía a través de terceros.
- Dispuso de televisión a la carta en la que se podían ver los diferentes programas a cualquier hora del día.
- Gflas Web Cam : espacio de opinión para el público de Gandia Televisió.
- La web contenía la programación diaria.

## Información Institucional
Televisió Pública de Gandia, SL Gandia televisió .
Alquería Laborde s/n 46701 Gandía (Valencia) Tel. 962951070. Fax 962951200.
Email: redaccio@gandiatv.com